# John Evans (1877-1990)
John Evans (Swansea, 19 augustus 1877 – aldaar, 10 juni 1990) was op 111-jarige leeftijd de oudste man ter wereld, sinds het overlijden van de 112-jarige Amerikaan Alphaeus Philemon Cole op 25 november 1988, en op dat moment ook de oudste Britse man ooit. Dit record werd echter op 29 maart 2009 verbroken door de Engelse Henry Allingham, die de kaap van de 113 wel zou weten te ronden. Op 13-jarige leeftijd werkte de Welshman Evans al in de mijnen en dit tot zijn pensioen op 73-jarige leeftijd, 60 jaar later. Vanaf 10 maart 1990 mocht Evans zich de oudste man ooit noemen, toen hij James King (1854-1967) in leeftijd overtrof. Evans overleed drie maanden later op 112-jarige leeftijd. Zijn leeftijdsrecord hield stand tot 18 november 1992, toen Frederick Frazier ouder werd.